# 川村貞四郎
川村 貞四郎（かわむら ていしろう、1890年（明治23年）7月23日 - 1987年（昭和62年）6月18日）は、日本の内務・警察官僚、実業家。官選山形県知事、東洋インキ製造 (株) 社長。旧姓・古橋。

## 経歴
愛知県北設楽郡出身。大地主・古橋源六郎の三男として生まれ、川村秀豊の養子となる。愛知県立第二中学校（現・愛知県立岡崎高等学校）、日本中学校を経て、第一高等学校を卒業。1914年11月、文官高等試験行政科試験に合格。1915年（大正4年）5月、東京帝国大学法科大学法律学科（独法）を卒業。同年6月、内務省に入省し警視庁警部兼内務属となる。
1917年（大正6年）9月、本所太平警察署長に就任。以後、防疫官兼内務書記官・衛生局勤務、内務事務官・警保局保安課勤務、欧米出張（1924年1月）、警視庁書記官・衛生部長、山形県書記官・内務部長、青森県書記官・内務部長などを歴任。1930年（昭和5年）6月に休職となる。
1931年（昭和6年）12月、山形県知事に就任。約半年の在任で1932年（昭和7年）6月28日に休職となり、1933年（昭和7年）6月に退官した。
1938年（昭和13年）6月、東洋インキ製造 (株) 社長に就任し、1941年（昭和16年）8月まで在任。1943年（昭和18年）12月から1948年（昭和23年）まで大東醸造社長を務めた。
1946年（昭和21年）3月、財団法人古橋会理事長に就任。

## 栄典
- 1921年（大正10年）7月1日 - 第一回国勢調査記念章[5]
- 1962年 - 紺綬褒章[2]。
- 1968年 - 藍綬褒章[2]

## 著作
- 『ムッソリニとファシスト運動』良書普及会、1925年。
- 『官界の表裏』川村貞四郎、1933年。
- 『浪朗の釣鐘』松華堂書店、1933年。
- 『我が半生』古橋会、1987年。
- 有光金兵衛共著『治安警察法論』良書普及会、1923年。
- 星野武雄共著『高等警察法論 前編』警眼社、1927年。
- 星野武雄共著『高等警察法論 2』警眼社、1929年。
- 星野武雄共著『高等警察法論 3』警眼社、1929年。
- 佐伯数美共著『英国労働党の政策及現勢』日本評論社、1928年。

## 伝記
- 川村貞四郎記、古橋茂人編『三河男児・川村貞四郎 1』雄山閣出版、1997年。
- 川村貞四郎記、古橋茂人編『三河男児・川村貞四郎 2』雄山閣出版、1999年。
- 川村貞四郎記、古橋茂人編『三河男児・川村貞四郎 3』雄山閣、2003年。

## 親族
- 兄 古橋卓四郎（咸鏡北道知事）
- 義父 杉山四五郎（内務官僚・妻の父）